# Доктрина „Труман“
Доктрината „Труман“ е външнополитическа инициатива на САЩ, целяща да възпре разпространението на комунизма в Турция и Гърция. Печелейки подкрепата на Републиканската партия, която е имала мнозинство в Конгреса на САЩ, президентът Хари С. Труман обявява доктрината на 12 март 1947 г. В нея се декларира, че САЩ ще оказват икономическа и военна помощ на Гърция и Турция, за да не се превърнат в сателити на СССР. Доктрината променя външната политика на САЩ към СССР от спокойна (т.нар. détente), към политика за възпиране на експанзията на съветското влияние. Някои историци считат този момент за начало на Студената война.

## История
По това време се води гражданската война в Гърция между леви и десни сили. Труман развива тезата за настъплението на комунизма на Балканите. Според него САЩ трябва да се притекат на помощ на Гърция и Турция, които са застрашени от това настъпление.
През май 1947 г. на Гърция и Турция се предоставят 400 млн. щатски долара в икономическа и военна помощ, както и военни експерти. В САЩ за най-успешна и дългосрочна доктрина се смята Доктрината за сдържане на комунизма. Като неин резултат се смята разпадането на СССР и социалистическия лагер. Преди да се оформи обаче тезата за сдържането на комунизма, за кратко властва идеята за пълно отхвърляне на комунизма. Тази доктрина съдържа идеята, че САЩ могат да отхвърлят комунизма, за да бъдат освободени поробените народи. Но бързо става ясно, че е неприложима, защото би довела до Трета световна война.